# 미키 바추아이
미시 바추아이-아퉁가(프랑스어: Michy Batshuayi-Atunga, 1993년 10월 2일 ~ )는 아인트라흐트 프랑크푸르트와 벨기에 축구 국가대표팀에서 스트라이커로 활약하고 있는 벨기에의 축구 선수이다.

## 클럽 경력
2011년 2월 20일, 바추아이는 헨트와의 경기를 통해 스탕다르 리에주에서 프로 데뷔전을 치렀으며, 팀은 4-1로 패배하였다. 그는 UEFA 유로파리그 2011-12 B조 마지막 경기인 FC 코펜하겐과의 경기에서 골을 넣었으며, 팀은 1-0으로 승리하며 조 1위로 다음 라운드에 진출하게 되었다.
2014년 8월 8일, 마르세유는 바추아이와의 계약을 공식 발표하였다. 2014년 10월 29일, 렌과의 쿠프 드 라 리그 3라운드 경기에서 그의 마르세유에서의 데뷔 골을 터뜨렸다.
7월 3일, 그는 첼시와 5년 계약을 체결했다. 2018년 1월 31일, 바추아이느 독일 분데스리가 클럽 보루시아 도르트문트로 2017-18 시즌 나머지 기간 동안 임대 이적했다. 2018년 8월 10일, 바추아이느 스페인 라리가 클럽 발렌시아로 임대 이적했다. 2022년 9월 2일, 바추아이느 이스탄불에 남아 페네르바체와 2년 계약을 체결하였으며, 3년째 옵션이 포함되어 있다.
2025년 2월 3일, 바추아이느 독일의 아인트라흐트 프랑크푸르트와 2년 반 계약을 체결했다.